# Graberje Ivanićko
Graberje Ivanićko är en ort i Kroatien.   Den ligger i staden Ivanić-Grad och länet Zagrebs län, i den nordöstra delen av landet, 40 km öster om huvudstaden Zagreb. Graberje Ivanićko ligger 159 meter över havet och antalet invånare är 618.
Terrängen runt Graberje Ivanićko är huvudsakligen platt. Graberje Ivanićko ligger uppe på en höjd. Runt Graberje Ivanićko är det ganska glesbefolkat, med 47 invånare per kvadratkilometer. Närmaste större samhälle är Ivanić-Grad, 6,8 km väster om Graberje Ivanićko. Omgivningarna runt Graberje Ivanićko är en mosaik av jordbruksmark och naturlig växtlighet.